# Freccia Vallone 1985
La Freccia Vallone 1985, quarantanovesima edizione della corsa, si svolse il 17 aprile 1985 per un percorso di 219 km. La vittoria fu appannaggio del belga Claude Criquielion, che completò il percorso in 5h39'50" precedendo l'italiano Moreno Argentin e il francese Laurent Fignon.
Al muro di Huy, per la prima volta traguardo della competizione, furono 84 i ciclisti che portarono a termine la gara.

## Ordine d'arrivo (Top 10)
| Pos. | Corridore          | Squadra               | Tempo    |
| ---- | ------------------ | --------------------- | -------- |
| 1    | Claude Criquielion | Hitachi-Marc-Splendor | 5h39'50" |
| 2    | Moreno Argentin    | Sammontana-Bianchi    | a 1'49"  |
| 3    | Laurent Fignon     | Renault-Elf           | a 1'59"  |
| 4    | Acácio da Silva    | Malvor-Bottecchia     | a 2'16"  |
| 5    | Yvon Madiot        | Renault-Elf           | a 3'34"  |
| 6    | Emanuele Bombini   | Del Tongo-Colnago     | a 3'37"  |
| 7    | Mario Beccia       | Malvor-Bottecchia     | a 3'43"  |
| 8    | Jörg Müller        | Skil-Sem-KAS-Miko     | a 3'55"  |
| 9    | Eric Van Lancker   | Fangio-Marc-Mavic     | a 3'59"  |
| 10   | Pascal Poisson     | Renault-Elf           | a 4'02"  |